# Deserto de Viana

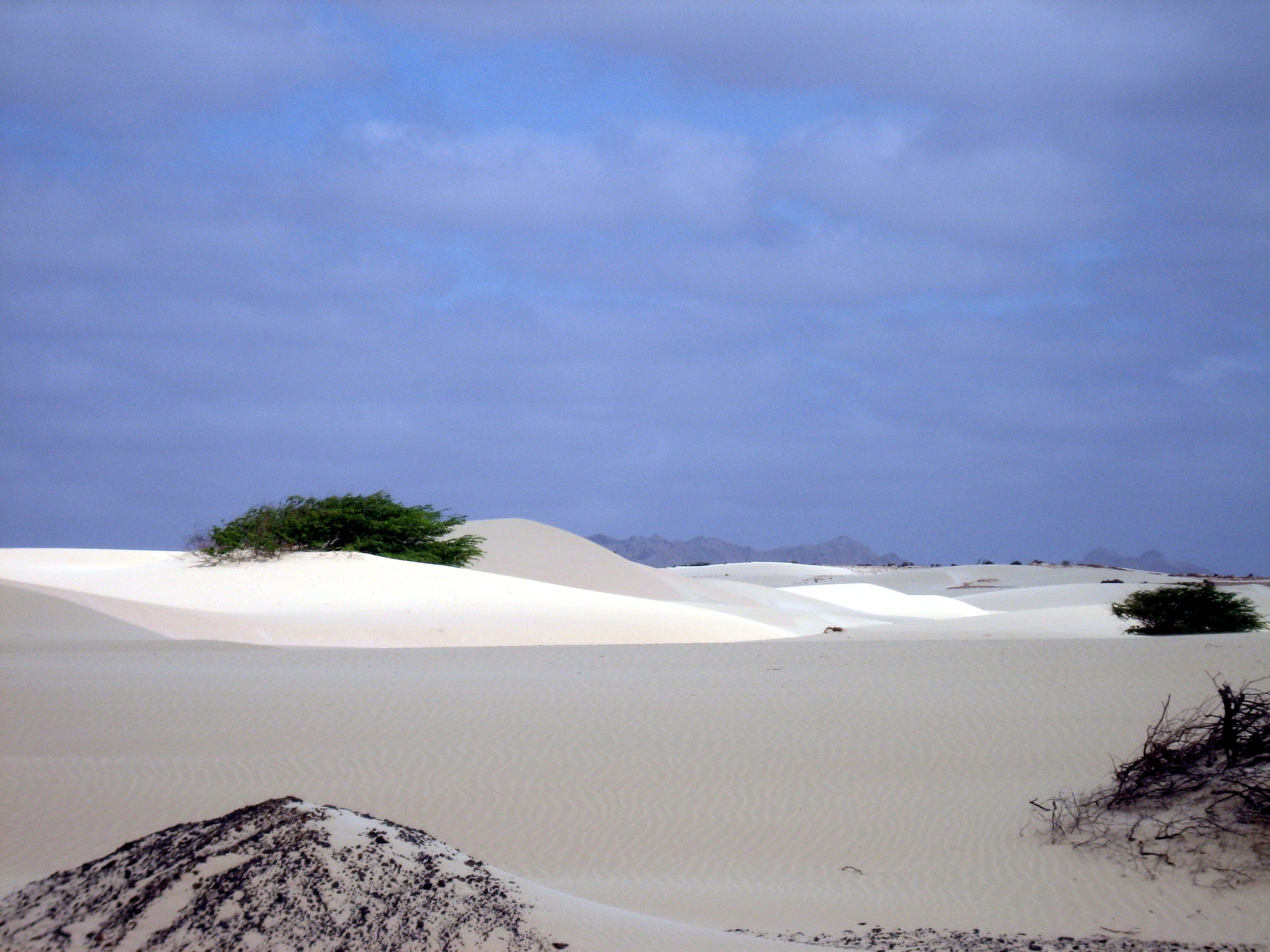
Deserto de Viana

Deserto de Viana é um deserto de areia na zona nordeste da ilha da Boa Vista em Cabo Verde e o maior dos três desertos do arquipélago. Localiza-se a este das cidades de Sal Rei e Rabil, a oeste de Bofareira. A altitude média é de 50 metros e tem largura de 20 km. As zonas norte e noroeste formam uma parte da área protegida da Reserva Natural de Boa Esperança.